# نعمت حقیقی
نعمت حقیقی (۳ خرداد ۱۳۱۸ – ۸ اردیبهشت ۱۳۸۹) فیلمبردار سینما اهل ایران بود. حقیقی از فیلمبرداران پیشرو و صاحب‌سبک سینمای ایران به‌شمار می‌رفت. حقیقی فعالیت خود را به عنوان دستیار فیلمبردار از سال ۱۳۳۷ با فیلم جنوب شهر به کارگردانی فرخ غفاری آغاز کرد. او با کارگردانانی همچون بهرام بیضایی، ناصر تقوایی، امیر نادری، مسعود کیمیایی و بهروز افخمی همکاری کرده و همچنین ملقب به شاعر تصویر سینمای ایران است.
نعمت حقیقی در سال ۱۳۴۷ با لیلی گلستان ازدواج کرد و ۶ سال بعد از او جدا شد؛ که ماحصل این ازدواج، سه فرزند به نام‌های مانی، صنم و محمود است. حقیقی چهارشنبه ۸ اردیبهشت ۱۳۸۹ به دلیل عارضه قلبی در بیمارستان ایرانمهر تهران درگذشت.

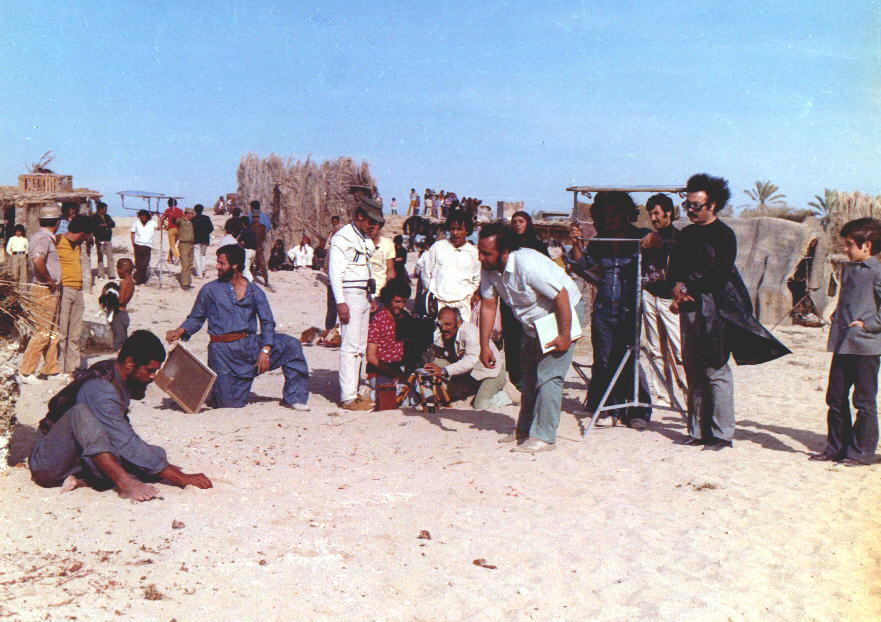
پشت دوربین سرِ صحنهٔ تنگسیر، با امیر نادری و بهروز وثوقی و عوامل

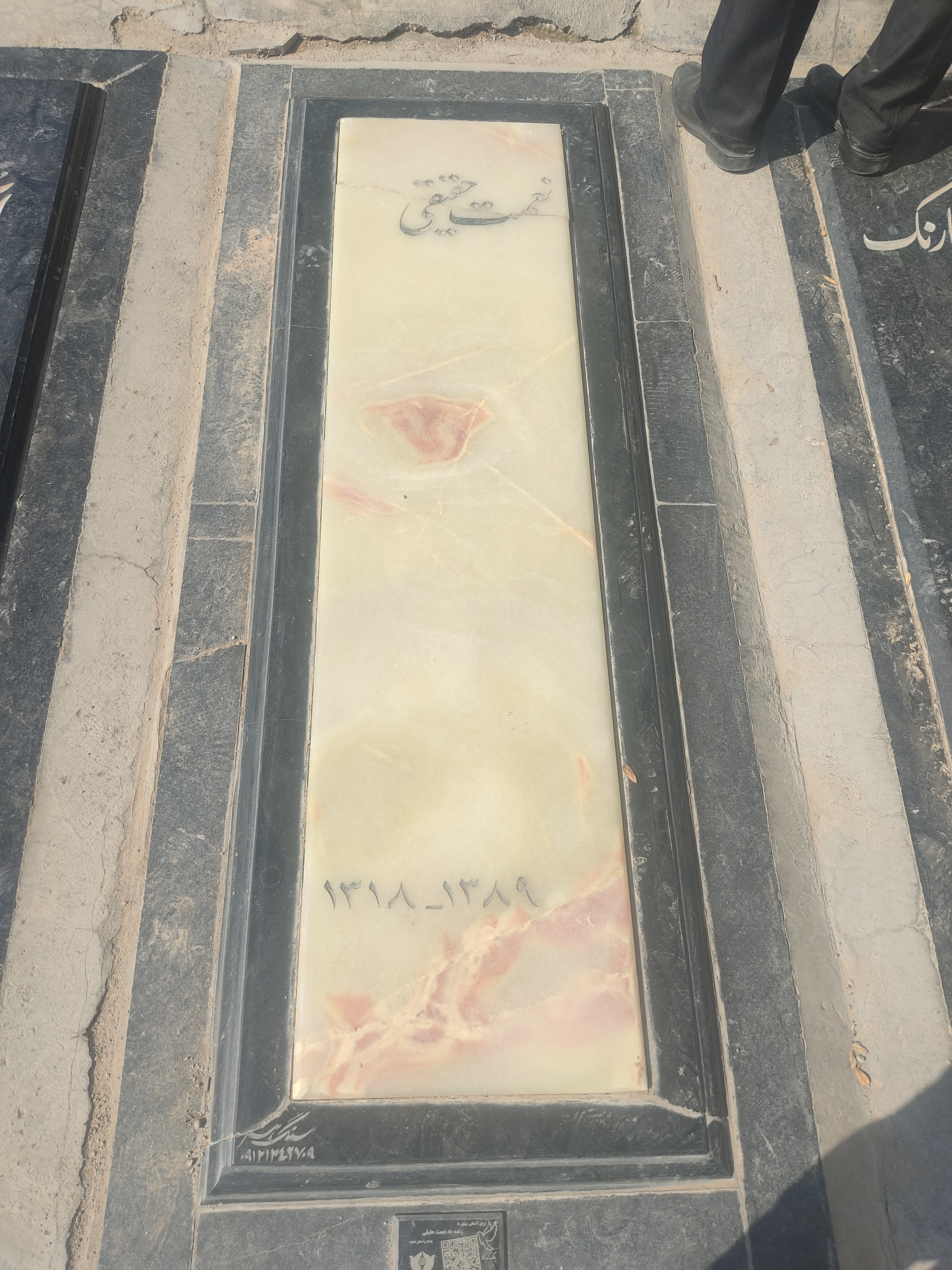
قبر نعمت حقیقی در قطعه هنرمندان بهشت زهرا

## فیلم‌شناسی
| ردیف | عنوان              | به عنوان  | به عنوان        | به عنوان | به عنوان  | سال  |
| ردیف | عنوان              | فیلم‌بردار | مدیر فیلم‌برداری | کارگردان | تهیه‌کننده | سال  |
| ---- | ------------------ | --------- | --------------- | -------- | --------- | ---- |
| ۱    | خروس بی‌محل         | آری       | نه              | نه       | نه        | ۱۳۴۰ |
| ۲    | دنیای پرامید       | نه        | نه              | نه       | آری       | ۱۳۴۸ |
| ۳    | داش آکل            | آری       | نه              | نه       | نه        | ۱۳۵۰ |
| ۴    | بدنام              | آری       | نه              | نه       | نه        | ۱۳۵۰ |
| ۵    | صمد و فولادزره دیو | آری       | نه              | نه       | نه        | ۱۳۵۱ |
| ۶    | بلوچ               | آری       | نه              | نه       | نه        | ۱۳۵۱ |
| ۷    | چشمه               | آری       | نه              | نه       | نه        | ۱۳۵۱ |
| ۸    | دشنه               | آری       | نه              | نه       | نه        | ۱۳۵۱ |
| ۹    | خاک                | آری       | نه              | نه       | نه        | ۱۳۵۲ |
| ۱۰   | تنگسیر             | نه        | آری             | نه       | نه        | ۱۳۵۲ |
| ۱۱   | نفرین              | نه        | آری             | نه       | نه        | ۱۳۵۲ |
| ۱۲   | سازش               | آری       | نه              | نه       | نه        | ۱۳۵۳ |
| ۱۳   | شازده احتجاب       | آری       | نه              | نه       | نه        | ۱۳۵۳ |
| ۱۴   | گوزنها             | نه        | آری             | نه       | نه        | ۱۳۵۳ |
| ۱۵   | ممل آمریکایی       | آری       | نه              | نه       | نه        | ۱۳۵۴ |
| ۱۶   | خانه‌خراب           | نه        | آری             | نه       | نه        | ۱۳۵۴ |
| ۱۷   | همسفر              | نه        | آری             | نه       | نه        | ۱۳۵۴ |
| ۱۸   | غزل                | نه        | آری             | نه       | نه        | ۱۳۵۵ |
| ۱۹   | اعدامی             | نه        | آری             | نه       | نه        | ۱۳۵۹ |
| ۲۰   | سفیر               | آری       | نه              | نه       | نه        | ۱۳۶۱ |
| ۲۱   | دادشاه             | نه        | آری             | نه       | نه        | ۱۳۶۲ |
| ۲۲   | ردپایی بر شن       | نه        | آری             | نه       | نه        | ۱۳۶۶ |
| ۲۳   | تفنگ‌های سحرگاه     | آری       | نه              | نه       | نه        | ۱۳۶۷ |
| ۲۴   | دزد عروسک‌ها        | نه        | آری             | نه       | نه        | ۱۳۶۸ |
| ۲۵   | فیل در تاریکی      | نه        | نه              | آری      | نه        | ۱۳۶۸ |
| ۲۶   | تویی که نمی‌شناختمت | آری       | نه              | نه       | نه        | ۱۳۶۹ |
| ۲۷   | عروس               | نه        | آری             | نه       | نه        | ۱۳۶۹ |
| ۲۸   | مهاجران            | نه        | آری             | نه       | نه        | ۱۳۶۹ |
| ۲۹   | روز شیطان          | آری       | نه              | نه       | نه        | ۱۳۷۳ |
| ۳۰   | فصل پنجم           | آری       | نه              | نه       | نه        | ۱۳۷۵ |
| ۳۱   | معجزه خنده         | نه        | آری             | نه       | نه        | ۱۳۷۵ |
| ۳۲   | جهان‌پهلوان تختی    | نه        | آری             | نه       | نه        | ۱۳۷۶ |
| ۳۳   | شوکران             | نه        | آری             | نه       | نه        | ۱۳۷۷ |
| ۳۴   | مارال              | نه        | آری             | نه       | نه        | ۱۳۷۹ |